# Конашков, Фёдор Андреевич
Фёдор Андреевич Конашков (1860—1941) — русский сказитель. Член Союза писателей СССР (1938).

## Биография
Родился в д. Семеново Пудожского уезда. По происхождению крестьянин. Занимался заготовкой леса для олонецких купцов, вёл крестьянское хозяйство.
Потомственный сказитель (былины слагали его дед Степан Иванович и дядя Василий Степанович).
Первый раз былины от Конашкова были записаны в 1893 г.
В 1928 г. члены экспедиции Б. М. Соколова записали от него 19 текстов былин, кроме того былины и сказы были записаны последующими фольклорными экспедициями.
Участник Декады карельского искусства в Ленинграде в 1937 г., 1-й Всекарельской конференции сказителей в Петрозаводске в 1939 г.
В деревне Семеново проводятся фольклорные праздники «Память о сказителе Ф. Конашкове».

## Творчество
Лучшими из былин Ф. А. Конашкова признаются «Садко», «Илья Муромец и голи кабацкие», «Добрыня и Змей» и «Михайло Потык», другие былины о русских богатырях. Широко известен его вариант сказки о Ерше Ершовиче.
Создал Ф. А. Конашков и ряд новин о Красной Армии, жизни советских людей.

## Награды
- орден «Знак Почёта» (31.01.1939)